# دروازه‌بان

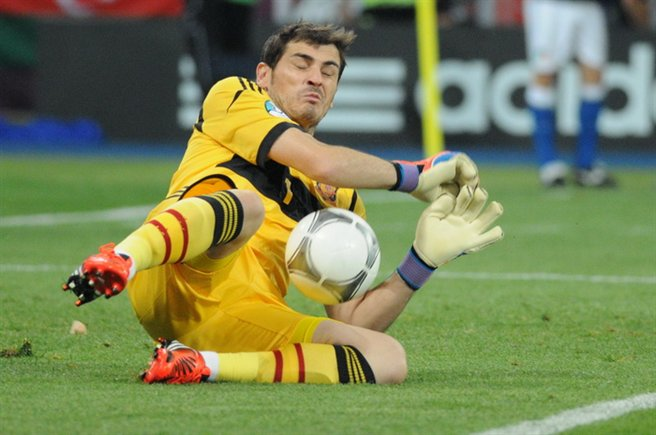
ایکر کاسیاس دروازه‌بان سابق تیم فوتبال رئال مادرید و تیم ملی اسپانیا اولین دروازه‌بانی است که به رکورد ۱۰۰ بازی کلین شیت در رده ملّی رسیده‌است.

در برخی رشته‌های ورزشی که دارای گل و دروازه هستند مانند فوتبال، فوتسال، هندبال، واترپلو و هاکی به کسی که برای نگهداری از دروازه می‌کوشد و مانع ورود توپ به داخل آن می‌شود دروازه‌بان یا گُلِر می‌گویند (به انگلیسی Goalkeeper). دروازه‌بان در زمین بازی بسیار نقش مهمی دارد او باعث می‌شود که تیم خودی گل دریافت نکند و از دروازه محافظت می‌کند.
در فوتبال و فوتسال، دروازه‌بان تنها بازیکنی است که می‌تواند از دستانش برای گرفتن توپ استفاده کند که در فوتبال محدود به محوطه جریمه یا محوطه هجده قدم تیم خودی است. همچنین دروازه‌بان لباسی متفاوت با دیگر بازیکنان تیم بر تن می‌کند زیرا این امر باعث می‌شود که بازیکنان داخل زمین و داور بدانند چه کسی توپ را با دست خود گرفته‌است.
در بیشتر ورزش‌هایی که شامل گلزنی در دروازه هستند، قوانینی برای دروازه‌بان اعمال می‌شود که برای سایر بازیکنان اعمال نمی‌شود. این قوانین اغلب برای محافظت از دروازه‌بان وضع می‌شوند. این موضوع بیشتر در ورزش‌هایی مانند هاکی روی یخ مشهود است که دروازه‌بانان ملزم به پوشیدن تجهیزات ویژه مانند پدهای سنگین و ماسک صورت برای محافظت از بدن خود در برابر ضربهٔ اجسام موجود در بازی هستند (مثلاً توپ یا پوک).

## ورزش‌های دارای دروازه‌بان
برخی ورزش‌های دارای پست دورازه‌بان عبارت‌اند از: باندی، باندی رینک، کاموگی، فوتبال، فوتسال، فوتبال گیلیک، فلوربال، هندبال، هورلینگ، هاکی روی چمن، هاکی روی یخ، اسکیت هاکی، لاکراس، رینگت، رینکبال، واترپلو، شینتی، نتبال